# 唐锟
唐锟（1983年—2018年6月24日），中华人民共和国山东省青岛市人，已故中国足球裁判，曾任职青岛市体育局足球运动管理中心，北京体育大学校友。
唐锟2001年进入北京体育大学首届足球裁判班，担任班长。曹镜鉴、谭海是裁判班的班主任、授课老师。2004年，唐锟成为国家级裁判。同年，他开始担任中乙联赛主裁判。2008年，他升为中甲联赛主裁判。2010年，他在中甲联赛担任主裁判的同时在中超联赛任助理裁判。2011年，他任中甲联赛主裁判。2012年，唐锟升为中超联赛主裁判。他首次执法中超联赛是这年7月21日北京工人体育场的比赛。2013年，他再次成为中甲联赛主裁判，同年被评为中甲联赛优秀裁判。2014年，他再次升为中超联赛主裁判。2015年起，他任中甲联赛主裁判。
2018年6月23日17时27分，中甲联赛裁判员总结会体能测试中唐锟突发心肌梗死而晕倒。现场抢救、紧急送医后，唐锟于次日0时40分逝世。